# Kazatelská stanice Českobratrské církve evangelické ve Velké Lhotě u Dačic

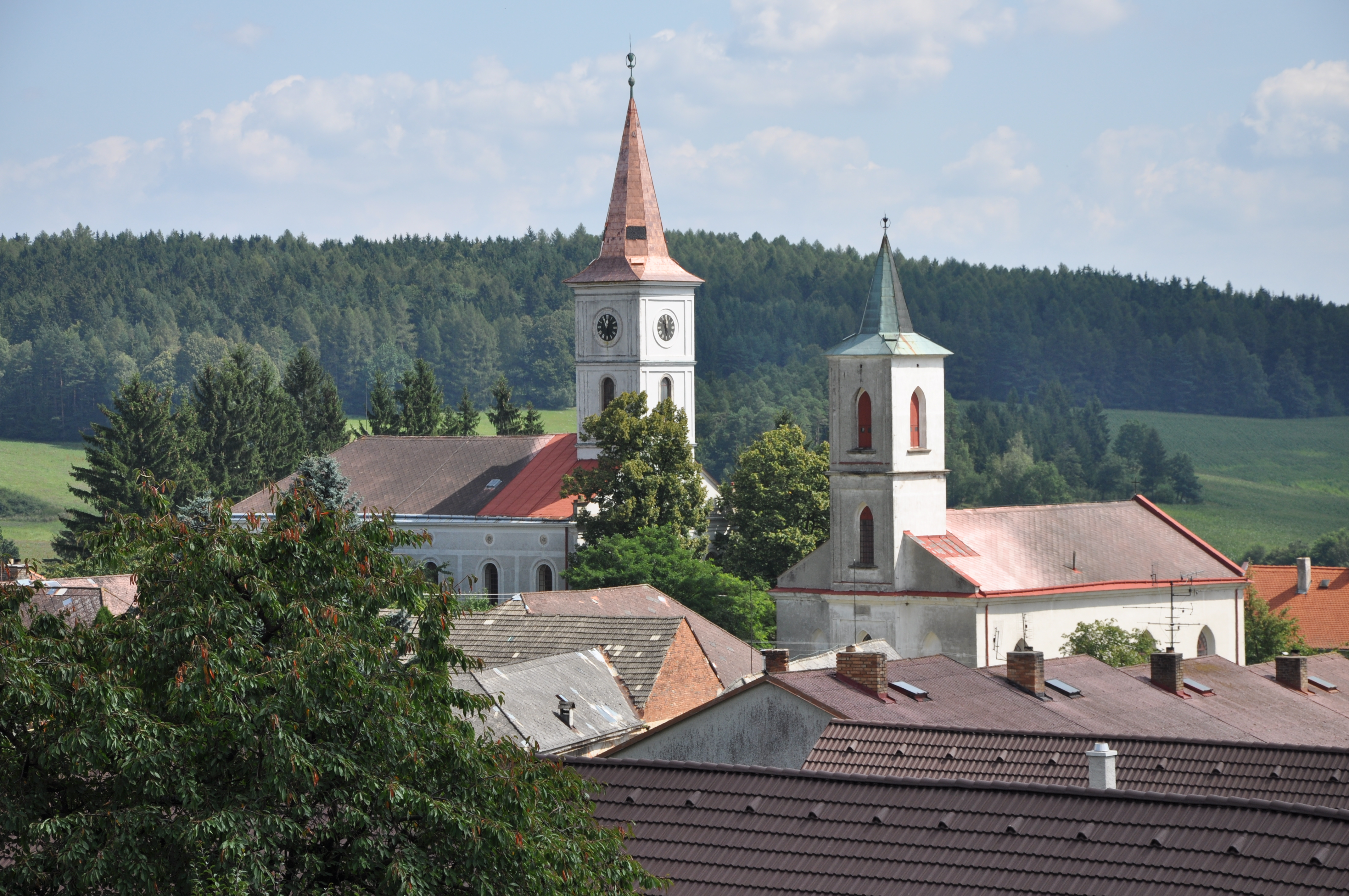
Evangelické kostely ve Velké Lhotě

Kazatelská stanice Českobratrské církve evangelické ve Velké Lhotě u Dačic je kazatelskou stanicí Farního sboru Českobratrské církve evangelické v Telči. Kazatelská stanice vznikla roku 2016 přeměnou dosavadního Farního sboru Českobratrské církve evangelické ve Velké Lhotě u Dačic, existujícího v letech 1782–2015.
Poslední farářkou sboru byla Kateřina Frühbauerová (od roku 2011 na mateřské dovolené) a kurátorem František Novák. 
V roce 2014 schválilo sborové shromáždění velkolhoteckého sboru záměr sloučení s FS ČCE v Telči s tím, že valtínovská část se stane součástí FS ČCE v Jindřichově Hradci. Tento záměr podpořil i konvent Horáckého a Jihočeského seniorátu. Poslední krok ke sloučení byl na rozhodnutí synodu, který se sešel v květnu 2015.
Dnem 1. ledna 2016 vstoupilo sloučení velkolhoteckého sboru s telčským a vyčlenění kazatelské stanice Valtínov k jindřichohradeckému sboru v platnost.

## Faráři sboru
- Josef Pospíšil (1928-1930)
- Miroslav Janeba (1938-1943)
- Jiří Melmuk (1963-1967)
- Miloslav Gregar (1967-1979)
- Alois Valenta (1979-1983)
- Jiří Melmuk (1986-1990)
- Petr Melmuk (1990-2006)
- Pavel Klimeš (2006-2009)
- Kateřina Frühbauerová (2009-2015)